# Уитли Стрийбър
Луис Уитли Стрийбър (на английски: Whitley Strieber) е американски писател на произведения в жанровете научна фантастика, хорър, документалистика и уфология.

## Биография и творчество
Роден е на 13 юни 1945 г. в Сан Антонио, Тексас, САЩ, в семейството на адвоката Карл Стрийбър и Катлийн Мери. Учи в Централната католическа марианска гимназия в Сан Антонио. Завършва през 1968 г. с бакалавърска степен Тексаския университет в Остин и получава сертификат от Лондонското училище по филмова техника. След дипломирането си работи в няколко рекламни фирми в Ню Йорк – в периода 1968 – 1970 г. е медиен плановик в „Бентън и Боулс“, през 1970 г. е супервайзър в „Норман, Крейг и Куммъл“, в периода 1971 – 1974 г. е супервайзър в „Съливан, Стофър, Колдуел и Бейлис“, а в периода 1974 – 1977 г. е вицепрезидент в „Кънигам и Уолш“. През 1977 г. напуска и се посвещава на писателската си кариера.
На 20 ноември 1970 г. се жени за учителката Ан Матълс. Имат син – Андрю. Тя умира през 2015 г., след което той се премества в Калифорния.
Първият му хорър роман „Вълците“ (The Wolfen) е издаден през 1978 г. Той става бестселър и през 1981 г. е екранизиран в едноименния филм с участието на Албърт Фини, Даян Венора и Едуард Джеймс Олмос.
През 1981 г. е издаден романът му „Гладът“ (The Hunger) от хорър поредицата „Глад“. Той също става бестселър и през 1983 г. е екранизиран в едноименния филм с участието на Катрин Деньов, Дейвид Бауи и Сюзан Сарандън.
В съавторство с писателя Джеймс Кунетка е автор на романите „Ден на война“ (Warday), „Краят на природата“ (Nature's End) за опасностите от ограничена ядрена война и апокалипсиса на околната среда. Към темата за ядрената война е и романът му „Вълк в сенките“ (Wolf of Shadows).
Според писателя той е бил отвлечен от стаята си в Ню Йорк на 26 декември 1985 г. от нечовешки същества. Преживяванията си описва в книгата „Communion“. Той не ги определя като извънземни, а ги нарича „посетители“, като не изключва те да са въздействали върху съзнанието му. Книгата става бестселър и през 1989 г. е екранизирана във филма „Причастие“ с участието на Кристофър Уокън, Линдзи Крузе и Франсис Стерхаген.
По идеите от книгата „Очаквайте глобалната супербуря“ (The Coming Global Superstorm) от 1987 г., написана в съавторство с Арт Бел, режисьорът Роланд Емерих създава филма „След утрешния ден“.
През 2001 г. е издадена книгата му „Ключът“. В нея описва, че е бил посетен от непознат човек, който нарича „майстор на ключовете“, и който му е представил „новият образ на Бога“. В разговора си с него са обсъдили въпросите за Холокоста, изменението на климата, задгробния живот, психическите способности, и др.
Стрийбър е участвал в археологически проекти в Централна Америка заедно с научна група. Участвал е в дейността на фондация „Гурджиев“.
Уитли Стрийбър живее в Калифорния.

## Произведения

### Самостоятелни романи
- The Wolfen (1978)[1][2][3][4]
- Black Magic (1982)
- The Night Church (1983)
- Warday (1985) – с Джеймс Кунетка, награда „Маслинова клонка“
- Wolf of Shadows (1985)
- Nature's End (1986) – с Джеймс Кунетка
- Cat Magic (1986)
- Majestic (1989)
- Billy (1990)
- The Wild (1991)
- Unholy Fire (1992)
- The Forbidden Zone (1993)
- Breakthrough (1995)
- Nightman (1999)
- The Day After Tomorrow (2004) – романизация на филма
- The Grays (2006)
Сивите, изд.: ИК „Бард“, София (2006), прев. Петър Василев
- 2012 (2007)
2012: Война за душите, изд.: ИК „Бард“, София (2008), прев. Петър Василев
- Critical Mass (2009)
- The Omega Point (2010)
- Hybrids (2011)
- The Christmas Spirits (2011)
- Melody Burning (2011)
- The Secret of Orenda (2014)
- The Journey to Dog Heaven (2015)
- New (2018)

### Серия „Глад“ (Hunger)
1. The Hunger (1981)[2][4]
2. The Last Vampire (2001)
3. Lilith's Dream (2002)

### Серия „Комуникация“ (Communium)
1. Communion (1987)[1][2][4]
2. Transformation (1988)
Превъплъщения: Не забравяйте – Те ни наблюдават: Съвсем невероятни неща, изд.: ИК „Хемус“, София (1996), прев. Георги Даскалов
3. The Secret School (1997)

### Серия „Флин Карол“ (Flynn Carroll)
1. Alien Hunter (2013) – издаден и като Hunters[1][4]
2. Underworld (2014)
3. Alien Hunter: The White House (2016)

### Разкази
- Perverts (1983)[1]
- The Nixon Mask (1986)
- Pain (1986)
- The Pool (1988)
- The White Moths (1988)
- Horror Story (1993)
- I Walk the Night (1994)
- The Open Doors (1997)

### Сборници
- Evenings With Demons (1997)[1][4]
- Murder in Manhattan (2016) – с Томас Частайн, Мери Хигинс Кларк и Дороти Салсбъри Дейвис

### Документалистика
- UFO Briefing Document (1984)[1][4]
- The Coming Global Superstorm (1987) – с Арт Бел
- The Communion Letters (1997) – с Ан Стрийбър
- Confirmation (1998)
- The Edge (1999) – с Арт Бел
- Casebook (2000)
- The Key (2001)
- Dark Object (2001)
- Solar Flares (2012)
- Miraculous Journey (2014) – с Ан Стрийбър
- The Super Natural: Why the Unexplained Is Real (2017) – с Джефри Дж. Крипал
- The Afterlife Revolution (2017) – с Ан Стрийбър
- A New World (2019)

### Екранизации
- 1981 Вълци, Wolfen – по романа
- 1983 Гладът, The Hunger – по романа
- 1989 Причастие, Communion – по романа, сценарий
- 2016 Hunters, – ТВ сериал, 13 епизода, по „Alien Hunter“
- 2016 The Nye Incidents – ТВ сериал

### Книги за писателя
- Report on Communion (1990) – от Ед Конрой[1]